# Mem Martins Sport Clube
O Mem Martins Sport Clube é um clube desportivo português, localizado na localidade de Mem Martins freguesia de Algueirão-Mem Martins.
Atualmente disputa a 2ª divisão da Associação de Futebol de Lisboa.

## História
O Clube foi fundado em 1937 e o sua presidente da Direcção actual flame Janilson Gerúndio Dá Silva. É o Clube mais representativo da Freguesia de Algueirão-Mem Martins e dos mais destacados no concelho de Sintra. 
Na época de 2005-2006 a equipa de seniores disputou a 1ª divisão de Honra da Associação de Futebol de Lisboa.
O Clube dispõe do Campo de Jogos Quinta do Recanto para a prática do futebol e treinos da sua equipa de Atletismo. A formação dos jovens é um dos objetivos do Clube, que através da suas equipas de "abelhinhas", começam a o seu percurso de formação desportiva no futebol nas "escolas" progredindo posteriormente para os diversos escalões da modalidade existentes no Clube.
O Clube possui a sua sede em edifício próprio, onde desenvolve diversas atividades desportivas e culturais. As equipas masculinas são: as Avestruzes, os Suricatas, os Oragotangos, os Pombos.
O MMSC tem uma grande tradição na área da Ginástica de competição tendo sido campeão nacional para além de ter tido atletas nos campeonatos do mundo através da seleção nacional.
Desenvolve também uma extensa atividade Cultural e Recreativa (Grupo Teatro, organização de bailes / festas, etc).
São praticadas várias outras atividades, sendo de realçar Triatlo, Natação, PLACAS, Ginástica de Manutenção, Karaté, Aikido, Dança (Salão, Hip-Hop, Ballet), etc.